# Torium
Torium är ett radioaktivt grundämne och tillhör aktinoiderna. Isotopen torium-230 har kallats jonium men är ett förlegat namn.

## Egenskaper
Rent torium är ett grått, eldfängt pulver eller, i kompakt form, en platinaglänsande, relativt mjuk och tänjbar metall. Den angrips endast långsamt av utspädda syror och alkali men "löses" snabbt av koncentrerad saltsyra och kungsvatten.

## Historia
Prästen Morten Thrane Esmark fann ett svart mineral på Løvøya, Norge och gav ett prov till sin far, professor Jens Esmark, en känd mineralog som inte kunde identifiera det. Han skickade därför ett prov till den svenske kemisten Jöns Jacob Berzelius för undersökning 1828. Berzelius namngav ämnet efter den fornnordiske åskguden Tor.

## Förekomst
Torium finns i små mängder i de flesta berg- och jordarter, det är omkring tre gånger vanligare än uran och ungefär lika vanligt som bly.
Halten av torium i den yttersta jordskorpan har uppskattats till ett par tusendels procent. Den viktigaste råvarukällan är monazitsand som förekommer främst i Sydindien, USA, Kanada och Brasilien.

## Användningsområden
Den naturligt förekommande toriumisotopen 232Th är fertil och kan transmuteras till uranisotopen 233U, vilken kan användas för att driva kedjereaktioner i kärnkraftverk. Torium har använts som bränsle i forskningsreaktorer men också i kraftproducerande reaktorer. Tidigare har forskning mest gjorts i Tyskland och USA men idag forskas det också i Norge, Indien, Kina och flera länder i olika omfattning. 
Indien, som har omkring 25 % av världens toriumreserver, planerar sitt kärnkraftsprogram för att slutligen uteslutande använda torium och fasa ut uran. Dessa ambitiösa planer använder både snabba och termiska reaktorer samt bridreaktorer. Advanced heavy-water reactor och KAMINI-reaktorerna är delar av programmet.
Toriumdioxid tål mycket höga temperaturer och används därför till specialkeramik, bland annat har tidigare ljusenheten candela definierats med utgångspunkt från en standardljuskälla med en strålande svartkroppskavitet tillverkad av toriumdioxid.
En tillsats av torium eller toriumdioxid sänker utträdesarbetet och förbättrar därmed elektronemissionen från glödtrådar. Detta kan även åstadkommas med andra ämnen till exempel oxidblandningar med barium eller strontium (som ofta används i lysrör och elektronrör) eller lantanhexaborid, men torerade trådar tål atmosfärsexponering (i varje fall i kallt tillstånd) och används därför i vakuumsystem som behöver kunna öppnas återkommande. En liknande tillsats används i vissa elektroder för TIG-svetsning.
Torium har tidigare även brukats som glödnät till gaslampor och fotogenlyktor (Auers glödljus). Torium har också använts som legeringsämne. Tidigare har suspensioner av svårlösliga toriumföreningar använts som röntgenkontrastmedel, dock med en hög frekvens av cancer som följd.